# Creugas praeceps
Creugas praeceps là một loài nhện trong họ Corinnidae.
Loài này thuộc chi Creugas. Creugas praeceps được Frederick Octavius Pickard-Cambridge miêu tả năm 1899.